# Daniel Yarur
Daniel Yarur Elsaca (22 de diciembre de 1955) es un ingeniero, economista, contador auditor, académico y empresario chileno de origen palestino. Ejerció como superintendente de Valores y Seguros durante el Gobierno del presidente Eduardo Frei Ruiz-Tagle.

## Carrera profesional
Siendo un niño se interesó por las empresas. Al negocio textil de su familia -la fábrica Lanabel- entró siendo muy joven y combinó trabajo y estudios hasta titularse, a inicios de los años 1970, en las carreras vespertinas de contador auditor e ingeniería en información en la Universidad de Chile.
En los años 1980 quiso hacer un camino propio y postuló a la Superintendencia de Valores y Seguros (SVS), donde partió como analista. De ahí se fue a la Escuela de Economía y Ciencia Política de Londres, en el Reino Unido, donde hizo amistad con el empresario Jean-Paul Luksic, y luego emigró a Harvard, Estados Unidos. De vuelta en Chile, siguió en la SVS, llegando a ser, primero, intendente de Valores, y luego, superintendente.
Participó en las reformas al mercado de capitales chileno, creó la Ley de Securitización y la Bolsa Off Shore, inició la tramitación de la nueva Ley de OPAs, que terminó su sucesor Álvaro Clarke, y presidió durante dos años el Consejo de Autoridades Regulatorias de Valores de las Américas (Cosra), puesto al que llegó con el apoyo de la poderosa Securities and Exchange Commission de los Estados Unidos.
En 1997, en el marco del Caso Chispas, cursó algunas de las multas más grandes de la historia por un delito de valores.
De la SVS pasó al sector privado. Partió comprando acciones de Invermar, cuya apertura a bolsa impulsó. En paralelo, invirtió en los sectores turístico e inmobiliario, siempre en alianza con socios. Combinó esta actividad con asesorías a su primo Jorge Yarur Bascuñán, en proyectos como el Museo de la Moda de Santiago y la Fundación Yarur. Este vínculo comercial finalizaría a comienzos de la década de 2010 con un abrupto y mediático quiebre por triangulación de activos y apropiación indebida de dinero perteneciente a su primo, Jorge Yarur, caso que llegó a la justicia, tanto en Chile como en el extranjero.
Si bien en 2014 Daniel Yarur fue absuelto de los cargos, con voto de mayoría por el 3er tribunal Oral en lo Penal, por el delito de apropiación indebida, en enero del 2019 la Corte Suprema declaró la inexistencia de cualquier honorario variable previamente acordado con su primo, que pudiera justificar el desvío de fondos pertenecientes a Jorge Yarur Bascuñán a cuentas bancarias de su patrimonio. Actualmente Daniel Yarur Elsaca se encuentra demandado en Chile y en EE. UU., país donde se le acusa de haber traspasado millones de dólares pertenecientes a su primo, a cuentas personales que Daniel Yarur abrió en Bancos de la ciudad de NYC.
En 2012 se matriculó en el doctorado en filosofía de la Pontificia Universidad Católica. Ha sido director de la propia Invermar, Sociedad Química y Minera de Chile, Banco de Crédito e Inversiones y Antofagasta plc (en estos dos últimos hasta 2011).